# 蘇沃紹瓦
苏沃紹瓦（波蘭語：Sułoszowa，發音：[suwɔˈʂɔva]）是波兰南部小波兰省克拉科夫县的城镇。為蘇沃紹瓦鄉的縣治，坐落於地区首府克拉科夫西北處29（18英里）。
該鎮為長條形，集中在一條9公里長的街道周圍。2013年人口5,800。